# National Basketball League 2013-2014
La National League Basketball 2013-2014 è stata la 36ª edizione della National Basketball League, la massima lega di basket australiana.

## Squadre partecipanti
- Adelaide 36ers
- Cairns Taipans
- Illawarra Hawks
- Melbourne United
- N.Z. Breakers
- Perth Wildcats
- Sydney Kings
- Townsv. Crocodiles

## Regular Season

### Classifica
|    | Squadra            | G  | V  | P  | PF    | PS    |
| -- | ------------------ | -- | -- | -- | ----- | ----- |
| 1. | Perth Wildcats     | 28 | 21 | 7  | 2.419 | 2.177 |
| 2. | Adelaide 36ers     | 28 | 18 | 10 | 2.527 | 2.469 |
| 3. | Melbourne United   | 28 | 15 | 13 | 2.299 | 2.292 |
| 4. | Illawarra Hawks    | 28 | 13 | 15 | 2.295 | 2.333 |
| 5. | Sydney Kings       | 28 | 12 | 16 | 2.312 | 2.414 |
| 6. | Cairns Taipans     | 28 | 12 | 16 | 2.304 | 2.349 |
| 7. | N.Z. Breakers      | 28 | 11 | 17 | 2.474 | 2.493 |
| 8. | Townsv. Crocodiles | 28 | 10 | 18 | 2.369 | 2.472 |

## Playoffs

### Adelaide - Melbourne

#### Gara 1
| Adelaide 27 marzo 2014 | Adelaide 36ers | 101 – 85 | Melbourne United | Adelaide Arena (3.865 spett.) |

#### Gara 2
| Melbourne 30 marzo 2014 | Melbourne United | 98 – 87 | Adelaide 36ers | Hisense Arena (4.044 spett.) |

#### Gara 3
| Adelaide 1° aprile 2014 | Adelaide 36ers | 102 – 63 | Melbourne United | Adelaide Arena (4.024 spett.) |

### Perth - Wollongong

#### Gara 1
| Perth 28 marzo 2014 | Perth Wildcats | 91 – 79 | Illawarra Hawks | Perth Arena (10.907 spett.) |

#### Gara 2
| Wollongong 30 marzo 2014 | Illawarra Hawks | 61 – 80 | Perth Wildcats | WIN Entertainment Centre (2.721 spett.) |

### Finale

#### Gara 1
| Perth 7 aprile 2014 | Perth Wildcats | 92 – 85 | Adelaide 36ers | Perth Arena (13.291 spett.) |

#### Gara 2
| Adelaide 11 aprile 2014 | Adelaide 36ers | 89 – 84 | Perth Wildcats | Adelaide Arena (8.127 spett.) |

#### Gara 3
| Perth 13 aprile 2014 | Perth Wildcats | 93 – 59 | Adelaide 36ers | Perth Arena (13.498 spett.) |

## Vincitore
| Campioni NBL 2013-2014     |
| -------------------------- |
| Perth Wildcats (6º titolo) |

## Statistiche
| Categoria               | Giocatore      | Squadra               | Stat  |
| ----------------------- | -------------- | --------------------- | ----- |
| Punti per gara          | Chris Goulding | Melbourne Tigers      | 23,0  |
| Rimbalzi per gara       | Andrew Ogilvy  | Sydney Kings          | 8,7   |
| Assist per gara         | Nate Tomlinson | Melbourne Tigers      | 5,2   |
| Palle rubate per gara   | Damian Martin  | Perth Wildcats        | 2,3   |
| Stoppate per gara       | Andrew Ogilvy  | Sydney Kings          | 2,3   |
| Percentuale dal campo   | Scott Morrison | Melbourne Tigers      | 57,4% |
| Percentuale da 3        | Damian Martin  | Perth Wildcats        | 47,3% |
| Percentuale tiri liberi | Jacob Holmes   | Townsville Crocodiles | 95,3% |

## Premi
- NBL Most Valuable Player: Rotnei Clarke, Wollongong Hawks
- NBL Defensive Player of the Year: Damian Martin, Perth Wildcats
- NBL Most Improved Player of the Year: Nate Tomlinson, Melbourne Tigers
- NBL 6th Man of the Year: Kevin Tiggs, Wollongong Hawks
- NBL Rookie of the Year: Tom Jervis, Perth Wildcats
- NBL Finals MVP: Jermaine Beal, Perth Wildcats
- NBL Coach of the Year: Gordie McLeod, Wollongong Hawks

- All-NBL First Team
  - Rotnei Clarke, Wollongong Hawks
  - Chris Goulding, Melbourne Tigers
  - James Ennis, Perth Wildcats
  - Daniel Johnson, Adelaide 36ers
  - Andrew Ogilvy, Sydney Kings

- All-NBL Second Team
  - Jermaine Beal, Perth Wildcats
  - Damian Martin, Perth Wildcats
  - Sam Young, Sydney Kings
  - Mika Vukona, New Zealand Breakers
  - Brian Conklin, Townsville Crocodiles